# Feyzin
Feyzin település Franciaországban, Métropole de Lyon különleges státuszú nagyvárosban (métropole: nagyjából „megyei jogú város”). Lakosainak száma 9727 fő (2022. január 1.). Feyzin Saint-Fons, Irigny, Vénissieux, Corbas, Saint-Symphorien-d'Ozon és Solaize községekkel határos.

## Népesség
A település népességének változása:
| Lakosok száma | 9377 | 9645 | 10 034 | 9857 | 9879 | 9902 | 9926 | 9850 | 9727 |
|               | 2013 | 2015 | 2016   | 2017 | 2018 | 2019 | 2020 | 2021 | 2022 |